# Jesse Sergent
Jesse Sergent (Feilding, 8 de julho de 1988) é um ciclista profissional neozelandês, que atualmente compete para Trek Factory Racing.